# 洛厄爾鎮區 (密歇根州)
洛厄爾（英語：Lowell Township）是一個位於美國密歇根州肯特縣的特設鎮區。

## 人口
根據2020年美國人口普查的數據，洛厄爾的面積為86.30平方千米，當中陸地面積為84.36平方千米，而水域面積為1.94平方千米。當地共有人口6276人，而人口密度為每平方千米73人。